# Jens Oyen
Jens Oyen is een Belgisch korfballer.

## Levensloop
Oyen zette zijn eerste korfbalstappen bij Scaldis. Momenteel is hij actief bij Minerva. Met deze club scoorde hij 90 doelpunten in het seizoen 2021-'22 en werd hij dat jaar kampioen in de Promoleague.
In het beachkorfbal behaalde hij met het Belgisch nationaal team brons op het wereldkampioenschap van 2022.